# Universitetet i Szczecin
Universitetet i Szczecin (polska Uniwersytet Szczeciński) är ett universitet i staden Szczecin i nordvästra Polen, grundat år 1984. Universitetet är den största högskolan i Västpommerns vojvodskap och har över 33 000 studenter (2011). Universitetet är uppdelat i 9 fakulteter.